# Фонди
Фо́нди (итал. Fondi) — итальянский город с 39 887 жителями  в провинции Латина в Лацио.
Плотность населения составляет 277,15 чел./км². Занимает площадь 143,92 км². Почтовый индекс — 04022. Телефонный код — 0771.
Покровителем населённого пункта считается святой Гонорат из Фонди (Sant Onorato). Праздник ежегодно празднуется 10 октября. 
Известным уроженцем Фундия в Римскую эпоху являлся Марк Ауфидий Луркон, дед Ливии Друзиллы, первым из итальянцев разводивший павлинов.

## Примечание
1. ↑  Popolazione residente al 30 settembre 2018. Дата обращения: 12 сентября 2019. Архивировано из оригинала 30 июня 2019 года.
2. ↑  Statistiche demografiche ISTAT (итал.). demo.istat.it. Дата обращения: 12 сентября 2019. Архивировано из оригинала 13 ноября 2018 года.